# Badwater 135 Ultramaraton

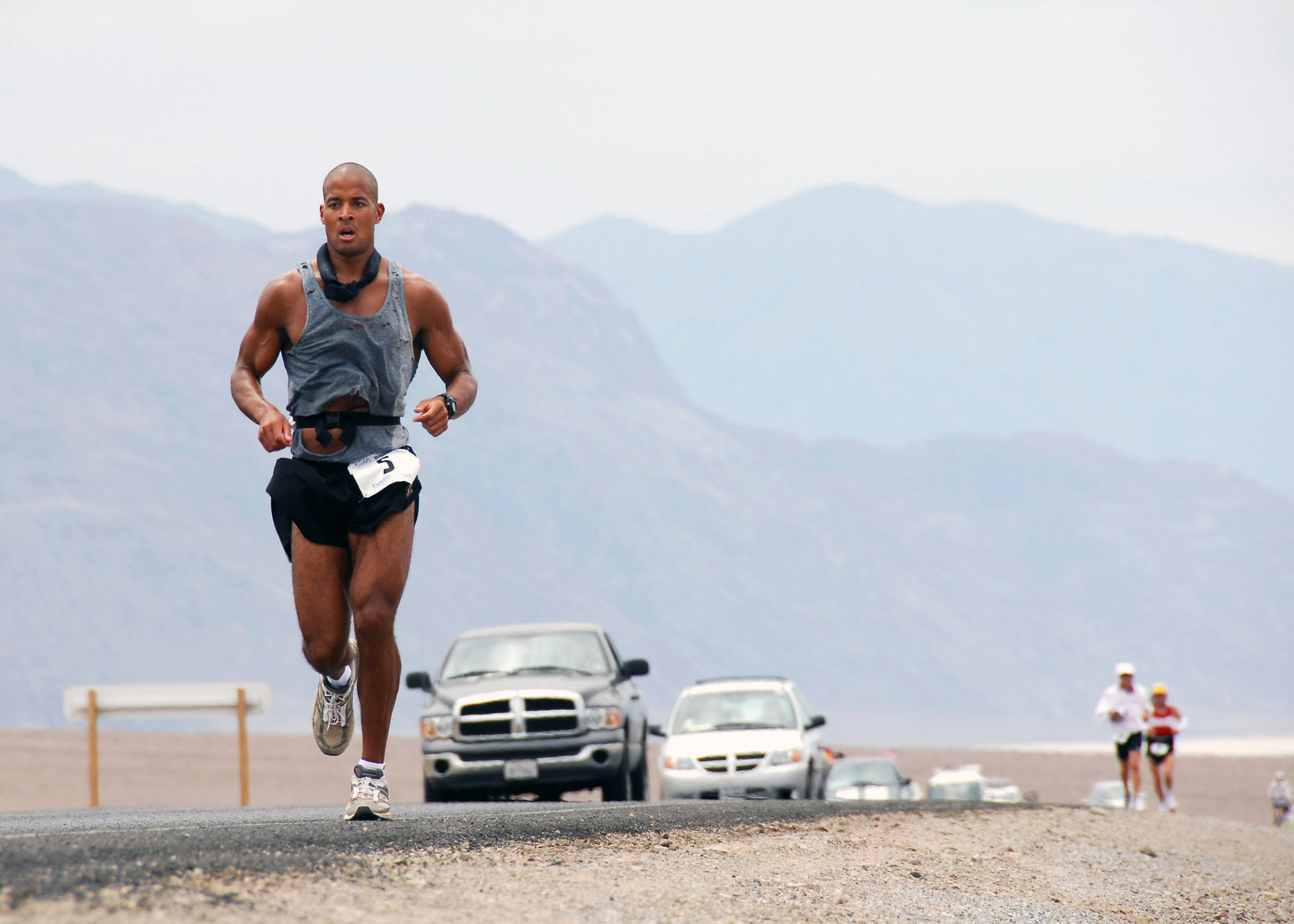
Badwater

Badwater 135 Ultramaraton – uważany za najtrudniejszy bieg na świecie odbywający się w kalifornijskiej Dolinie Śmierci (Stany Zjednoczone) od 1978.
Trasa Badwater wynosi 217 km (135 mil) ze startem na wysokości 85 m p.p.m. w pobliżu jeziora Badwater i metą zlokalizowaną na wysokości ok. 2550 m n.p.m. pod szczytem Mount Whitney. Zawody odbywają się co roku w połowie lipca, kiedy warunki pogodowe są najbardziej ekstremalne, a temperatury mogą przekroczyć nawet 55 °C. W rezultacie bardzo niewiele osób, nawet doświadczonych maratończyków, jest w stanie ukończyć ten wyczerpujący bieg. Biegacze na pokonanie całej trasy mają wyznaczony limit 48 godzin.
Patrycja Bereznowska w 2019 jako pierwsza Polka wygrała rywalizację kobiet. Jednocześnie zawodniczka ustanowiła nowy rekord trasy wśród pań z czasem 24 godzin 13 minut 24 sekund.